# Gmina Bosanska Krupa
Gmina Bosanska Krupa (boś. Općina Bosanska Krupa) – gmina w Bośni i Hercegowinie, w kantonie uńsko-sańskim. W 2013 roku liczyła 25 545 mieszkańców.